# Яганово (Вологодская область)
Яганово — село в Череповецком районе Вологодской области. Административный центр Ягановского сельского поселения и Ягановского сельсовета.
Расстояние до районного центра Череповца по автодороге — 30 км. Ближайшие населённые пункты — Назаровская, Хлебаево, Уварково.
По переписи 2002 года население — 823 человека (377 мужчин, 446 женщин). Преобладающая национальность — русские (97 %).